# Nora Roberts - Carolina Moon
Nora Roberts - Carolina Moon (Carolina Moon) è un film per la televisione del 2007 diretto da Stephen Tolkin. È il terzo film della saga Nora Roberts.

## Trama
L'omicidio della piccola Hope sconvolge la comunità di Progress, in cui il cadavere viene ritrovato grazie alle indicazioni dell'amica Tory, che dice di aver avuto una visione, ma i sospetti cadono subito sul padre. Diciotto anni dopo, Tory torna a Progress per affrontare i fantasmi del passato.